# Champaquí
Il Champaquí è una montagna alta 2790 m s.l.m., che si trova in Argentina, nel gruppo montuoso delle Sierras Grandes. È una delle Sette meraviglie di Córdoba